# Риден (Верхний Пфальц)
Риден (нем. Rieden) — община в Германии, в земле Бавария.
Подчиняется административному округу Верхний Пфальц. Входит в состав района Амберг-Зульцбах. Население составляет 2914 человек (на 31 декабря 2010 года). Занимает площадь 32,29 км².

## История
До 1800 года рынок города Риден был приходским и относился к Амбергской ренте курфюршества Бавария. Риден обладал рыночными правами и важными собственными правами. В ходе административных реформ в Баварии муниципалитет Ридена был создан муниципальным эдиктом 1818 года. В 1945/46 годах часть коммуны Зигенхофен (нем. Sigenhofen) была включена в состав коммуны Риден.
В ходе территориальной реформы в Баварии нынешний муниципалитет был создан 1 января 1971 года путем слияния муниципалитетов Вильсхофен (нем. Vilshofen) и Риден.1 сентября 2015 года свободный от муниципалитетов район Хиршвальд (нем. Hirschwald) был расформирован. Его часть была включена в состав муниципалитета Риден

## Население
По оценке на 31 декабря 2015 года население общины Риден составляет 2735 чел. 

| Дата      | 1840 | 1871 | 1900 | 1925 | 1939 | 1950 | 1961 | 1970 | 1987 | 2011 |
| --------- | ---- | ---- | ---- | ---- | ---- | ---- | ---- | ---- | ---- | ---- |
| Население | 1206 | 1236 | 1133 | 1226 | 1462 | 2163 | 2018 | 2245 | 2303 | 2799 |

| Год       | 1960 | 1970 | 1980 | 1990 | 2000 | 2009 | 2010 | 2011 | 2012 | 2013 | 2014 | 2015 |
| --------- | ---- | ---- | ---- | ---- | ---- | ---- | ---- | ---- | ---- | ---- | ---- | ---- |
| Население | 2017 | 2225 | 2281 | 2570 | 2980 | 2892 | 2914 | 2723 | 2724 | 2705 | 2720 | 2735 |

1. ↑  Amtliches Ortsverzeichnis für Bayern (нем.) / Hrsg.: Bayerisches Landesamt für Statistik — München: LfStat, 1991. — S. 246. — 714 с.
2. ↑  Alle politisch selbständigen Gemeinden mit ausgewählten Merkmalen am 31.12.2018 (4. Quartal) — Federal Statistical Office.
3. ↑  Alle politisch selbständigen Gemeinden mit ausgewählten Merkmalen am 31.12.2023 (нем.) — DESTATIS, 2024.
4. ↑  Bayerisches Landesamt für Statistik und Datenverarbeitung — Fortschreibung des Bevölkerungsstandes, Quartale (hier viertes Quartal, Stichtag zum Quartalsende). Дата обращения: 10 января 2012. Архивировано 28 апреля 2021 года.
5. ↑  Bayerisches Landesamt für Statistik – Tabelle 12411-001: Fortschreibung des Bevölkerungsstandes: Bevölkerung: Gemeinden, Stichtage (letzten 6)  (нем.)
6. ↑  Баварское статистическое управление: население (таблица 12111-101r) Bayerisches Landesamt für Statistik – Tabelle 12111-101r: Volkszählung und Bevölkerungsfortschreibung: Gemeinden, Bevölkerung (Volkszählungen und aktuell), Stichtag  (нем.)
7. ↑  Перепись населения Германии 2011.05.09 Bevölkerung Ergebnisse des Zensus 2011,  (нем.) 
Перепись населения Германии 2011.05.09/xlsx Statistische Ämter des Bundes und der Länder (Erschienen am 28. Mai 2014): Bevölkerung des Zensus 2011 (© Statistisches Bundesamt, Wiesbaden 2014)  (нем.)
8. ↑  Баварское статистическое управление: население (таблица 12111-101r) Bayerisches Landesamt für Statistik – Tabelle 12111-101r: Volkszählung und Bevölkerungsfortschreibung: Gemeinden, Bevölkerung (Volkszählungen und aktuell), Stichtag, (нем.)
 Баварское статистическое управление: население (таблица 12411-001) Bayerisches Landesamt für Statistik – Tabelle 12411-001: Fortschreibung des Bevölkerungsstandes: Bevölkerung: Gemeinden, Stichtage (letzten 6) (нем.)
9. ↑  Баварское статистическое управление: население (таблица 12411-002) Bayerisches Landesamt für Statistik – Tabelle 12411-002: Fortschreibung des Bevölkerungsstandes: Bevölkerung: Gemeinden, Stichtage (letzten 6) (нем.)